# Sheila Ingram
Sheila Rena Ingram, ameriška atletinja, * 23. marec 1957, Washington, ZDA.
Nastopila je na olimpijskih igrah leta 1976 ter osvojila naslov olimpijske podprvakinje v štafeti 4×400 m in šesto mesto v teku na 400 m. Leta 1976 je postala ameriška državna prvakinje v teku na 400 m.